# Karmadharaya
Karmadharaya (कर्मधारय karmadhāraya) ist ein Begriff aus der Sanskrit-Grammatik, der einen bestimmten Typ von Komposita bezeichnet. In linguistischer Terminologie ist ein Karmadharaya ein endozentrisches Determinativkompositum. Hierbei wird das Schlussglied durch das Vorderglied näher bestimmt, wobei im Gegensatz zum Tatpurusha keine Kasusbeziehung zwischen den beiden Bestandteilen besteht. Vielmehr stellt das Vorderglied ein Attribut, ein Vergleichsobjekt oder eine Apposition zum Schlussglied dar. Im Deutschen entsprechen den Karmadharaya-Komposita Bildungen wie „Rotwein“ (statt „roter Wein“).
Beim Karmadharaya lassen sich vier Untertypen unterscheiden:
- Adjektiv und Substantiv. Hierbei fungiert das Vorderglied als Attribut zum Schlussglied: महाराज mahā-rāja „Großkönig“ = „großer König“.
- Substantiv und Adjektiv. Hierbei fungiert das Vorderglied als Vergleichsobjekt zum Schlussglied: मेघश्याम megha-śyāma „wolkenschwarz“ = „schwarz wie eine Wolke“.
- Adjektiv und Adjektiv. Hierbei ist die Beziehung zwischen Vorder- und Schlussglied koordinativ: पीतरक्त pīta-rakta „gelbrot“ = „gelb und rot“
- Substantiv und Substantiv: Hierbei steht das Vorderglied in Apposition zum Schlussglied: मेघदूत megha-dūta „Wolkenbote“ = „ein Bote, der eine Wolke ist“. Oft wird hierdurch ein Vergleich ausgedrückt: कन्यारत्न kanyā-ratna „Mädchenjuwel“ = „ein Juwel, das [tatsächlich] ein Mädchen ist“ ≈ „ein Mädchen wie ein Juwel“.

Auch die Bildungen mit Alpha privativum (dem negativen Präfix अ a- bzw. अन् an-, z. B. अकृत a-kṛta „ungetan“) werden im Sanskrit zu den Karmadharaya-Komposita gezählt. Ein Sondertyp des Karmadharaya ist das Dvigu-Kompositum, bei dem das Vorderglied aus einem Zahlwort besteht.